# Histoire de l'Allemagne depuis 1945
Après la Seconde Guerre mondiale, l’Allemagne fut occupée par les quatre puissances victorieuses, puis partagée en deux États, d’une part la République fédérale d’Allemagne (RFA), liée au bloc occidental, d’autre part la République démocratique allemande (RDA), sous influence soviétique et intégrée au bloc de l'Est. Le 9 novembre 1989 : chute du mur de Berlin et ouverture de la frontière entre les deux Allemagnes. Ce n’est qu’en 1990 que l’Allemagne fut réunifiée.

L'Allemagne en 1945 : la zone britannique en vert, française en bleu (avec la Sarre en attente de plébiscite en bleu pâle), americaine en orange et soviétique en rouge.

## L’Allemagne occupée 1945–1949

### Bilan humain et matériel

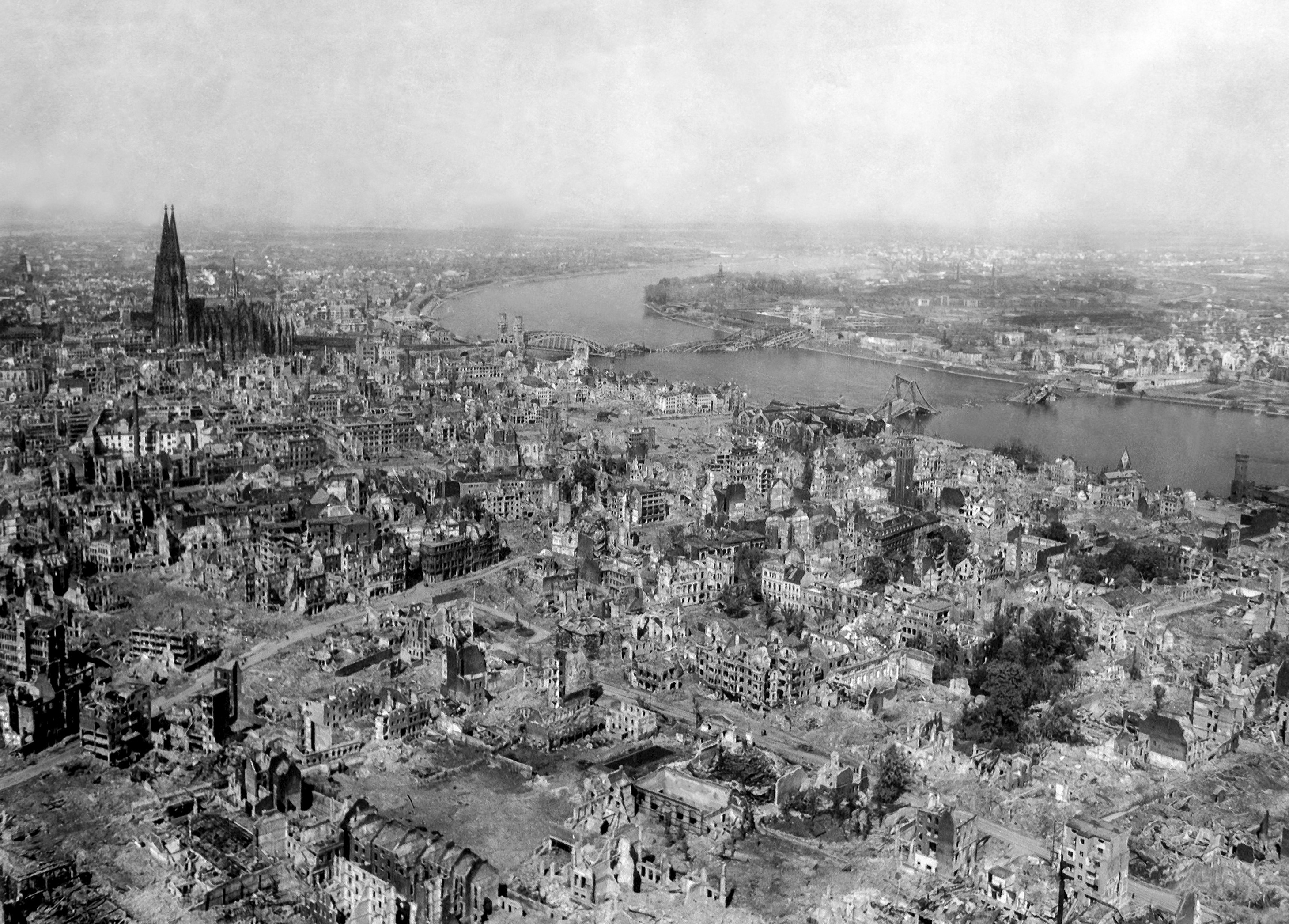
Cologne en 1945

Le 8 mai 1945, l’armée allemande (Wehrmacht) capitule, ce qui est perçu par les alliés, après la dictature nationale-socialiste et la Seconde Guerre mondiale, comme une libération et une victoire de la démocratie, tandis que la population allemande réagit de manière très variable, mais la majorité des Allemands y voient cependant une défaite. On a souvent parlé de Stunde Null (littéralement « Heure zéro », voir par exemple Allemagne année zéro) pour évoquer soit la catastrophe absolue, soit le nouveau départ, une notion aujourd’hui remise en cause par les historiens qui repèrent un certain nombre de continuités après 1945. Ainsi selon Heinrich August Winkler, il n'y a pas d’année zéro pour l'Allemagne de 1945.
À la fin de la guerre, « les destructions et les misères humaines de l'Allemagne en 1945 sont d'une ampleur indescriptible ». Les bombardements et les incendies ont détruit les grandes villes et plusieurs régions industrielles comme la Ruhr (Ruhrgebiet). Le 30 mai 1942, les Alliés effectuent leur premier raid sur la ville de Cologne. Des raids destructeurs, dont le but est de briser le moral et le potentiel industriel de l’ennemi par des bombardements stratégiques massifs, et qui laissent Cologne dans un état de ruine totale. Seule la cathédrale reste debout. À l’arrivée des troupes américaines à Cologne, la ville ne compte plus que 40 000 « habitants », contre 750 000 en 1939. La ville portuaire de Hambourg connaît un sort encore pire lors de l’opération Gomorrhe en juillet 1943. Lors des bombardements de Dresde, 650 000 bombes incendiaires tombent sur la ville, provoquant entre 30 000 et 45 000 morts dont seuls 25 000 ont pu être identifiés. Un tiers de la ville est détruit du 13 au 15 février 1945.

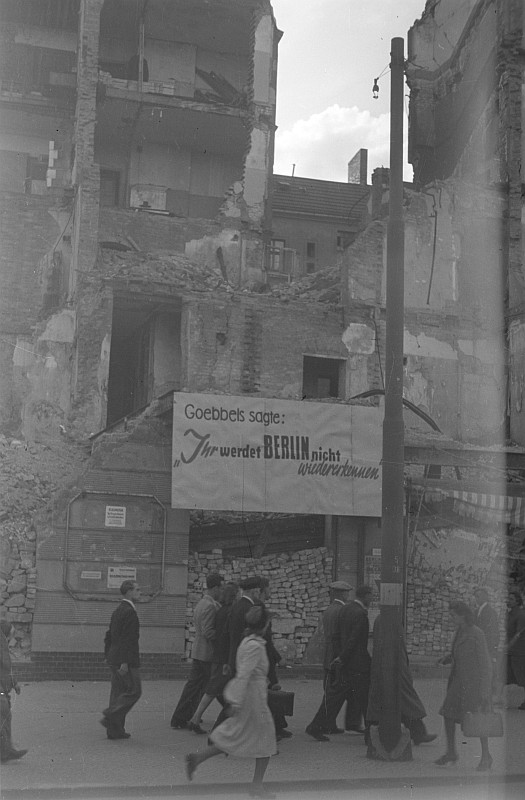
Berlin en 1945. Photographie de.

Les campagnes et l’Est de l’Allemagne sont relativement épargnés par les bombardements alliés. Néanmoins, 50 % du réseau de transports allemand est détruit, de même pour l’industrie allemande ; 1,86 million des logements sont inhabitables et 3,6 millions sont sérieusement endommagés. 20 millions d’Allemands n’ont plus de logements. Les villes ne sont plus approvisionnées en eau, en gaz et en électricité.
Un an après la fin de la guerre, seulement 8 millions de logements sont à nouveau habitables, alors que 14 millions de personnes sont encore sans abris. Les femmes doivent autant que possible amorcer le déblaiement des rues et reconstruire sans l’aide des machines, souvent détruites. On appelle ces femmes les Trümmerfrauen (les femmes des ruines).
Concernant les populations, selon Adam Tooze, à la fin de la guerre, dans la même période de temps, en Allemagne ou dans les régions ayant appartenu au Reich :
- 11 millions d'hommes de la Wehrmacht sont parqués dans des camps de prisonniers de guerre de fortune dont 3,3 millions en URSS. Un an après la fin de la guerre, la plupart des soldats rentrent chez eux, mais seulement 2 millions de soldats rentrent des goulags et autres camps de prisonniers russes. Dans les années d’après-guerre, 1,3 million de soldats allemands meurent au travail, de froid, de faim, ou disparaissent dans des camps soviétiques. Les derniers soldats rentrent d’URSS en 1956.
- 9 à 10 millions de personnes déplacées non allemandes sont en attente d'être rapatriées ou cherchent à regagner leurs foyers
- 9 millions d'Allemands évacués regagnent leurs villes
- 14,16 millions de personnes d'origine allemande sont expulsées de leurs foyers d'Europe centrale et orientale, migration forcée qui entraîne la mort de 1,71 million d'entre eux. Une grande partie est logée dans des camps de réfugiés avant d'être répartie sur le territoire.

Au total, à la fin de la guerre, 12 millions de personnes sont en quête d’un nouveau foyer.

### La reconstruction économique de l’Allemagne après 1945

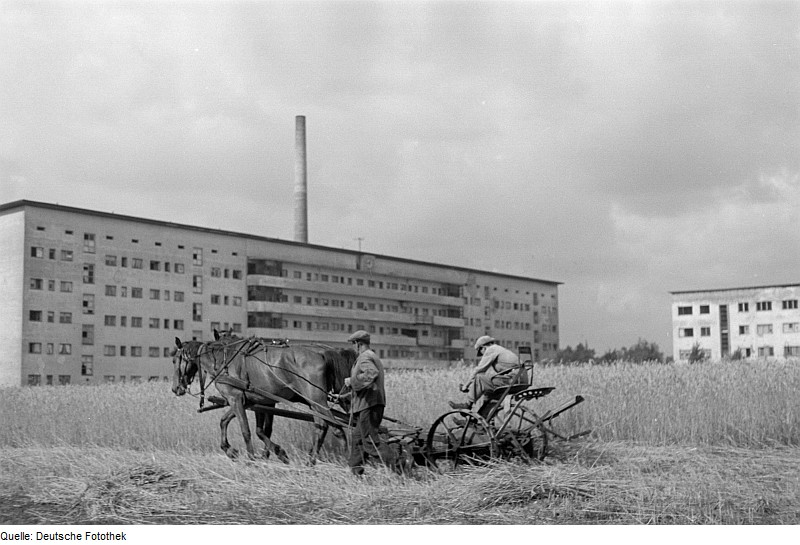
Paysans allemands en récolte en 1946.

En 1945, l’Allemagne ruinée par la guerre est un pays dans lequel manquent la nourriture, les logements, les vêtements… La destruction du réseau de transports rend l’approvisionnement de certaines régions très compliqué. Malgré le maintien des cartes de rationnement par les Alliés, la population souffre, car la nourriture est insuffisante. Selon Alan S. Milward, la ration alimentaire moyenne des Allemands en 1946-1947 s’élève à 800 calories par jour et par habitant. Le Sous-secrétaire d'État américain aux affaires économiques William Clayton (1880-1966), alerte Washington, D.C. et affirme que des « millions de personnes meurent lentement de faim » . Les Allemands doivent échanger des biens contre de la nourriture dans les campagnes et pratiquer le marché noir pour survivre. Les colis envoyés par l’organisation américaine « CARE », à partir de l’été 1946, auxquels viennent s’ajouter ceux de l’Église et ceux de l’ONU, ne suffisent pas à subvenir aux besoins de la population allemande. Des manifestations et des grèves contre la famine sont organisées, surtout dans le Nord de l’Allemagne, après le rude hiver de 1946/47. L'Allemagne de l'après-guerre connaît une importante inflation, si bien que la cigarette blonde américaine fait figure d'étalon monétaire.
À la fin de la guerre, les Alliés s’accordent à dire que les grandes industries allemandes ont été un soutien de poids dans la montée en puissance d’Hitler. Lors de la Conférence de Potsdam, ils décident donc de neutraliser le complexe militaro-industriel allemand pour empêcher une éventuelle nouvelle guerre. La décision est prise de démanteler les entreprises et de récupérer le matériel, comme dédommagement de la guerre. On prévoit alors le démontage de 1 800 usines, pour revenir à la situation économique de 1932. Alors que la France et l’URSS pratiquent des démontages massifs dans l’industrie allemande, les États-Unis et le Royaume-Uni limitent cette pratique, préférant consolider l’économie allemande. Le démontage des usines provoque la colère et l’incompréhension des ouvriers allemands, privés de leur outil de travail.
Le 5 juin 1947, le ministre américain des Affaires étrangères, George C. Marshall propose le « European Recovery Program », appelé par la suite « Plan Marshall ». Ce programme a pour but de reconstruire l’Europe, mais aussi d’empêcher la propagation du communisme. En juillet 1947, seize pays participent à la conférence Marshall, mais certains pays d’Europe de l’Est sont obligés de refuser l’aide américaine sous la pression soviétique. Au total, les États-Unis dépensent plus de 12 milliards de dollars, dont 1,5 milliard en Allemagne de l'Ouest.
Dans la zone d’occupation soviétique, la reconstruction se fait beaucoup plus lentement que dans les zones d’occupation occidentales. L’Union soviétique s’octroie des réparations sous la forme de machines-outils et d’infrastructures comme les locomotives et les rails de chemins de fer. L’Allemagne verse 20 milliards de dollars à l’URSS à titre de réparation. C’est pour cela que la situation jusqu’en 1948 ne s’améliore pas. Puis l’URSS reconstruit la RDA sur le modèle économique soviétique. Dès la fin de la guerre, le gouvernement soviétique met fin à l’économie de marché et au libéralisme. La première réforme industrielle de 1945 supprime le patronat. Les grandes industries privées sont saisies par le gouvernement et transformées en entreprises d’État ou sociétés anonymes publiques. Seuls l’artisanat et les métiers de la gastronomie comptent encore des entreprises privées. Dans les années 1950, l’État oblige les petites entreprises agricoles à s’associer en coopérative. La collectivisation et la planification des productions mettent fin à l’existence des petites entreprises privées. La reconstruction économique est donc très compliquée à l’Est, car le plan économique s’avère peu efficace et la population mécontente peine à survivre.

### La dénazification
La dénazification (en allemand Entnazifizierung) est un ensemble de mesures prises par les Alliés après leur victoire sur le Troisième Reich en 1945. Cette tâche a consisté à punir les principaux responsables, à traduire en justice ceux qui avaient adhéré au parti nazi et à épurer le pays de l’idéologie nationale-socialiste. Si la question de la démilitarisation de l’Allemagne s’est réglée de façon relativement simple, il n’en a pas été de même pour celle de la dénazification. En effet, on ne pouvait se contenter d’une épuration simplement politique, puisque le nazisme était ancré dans l’esprit de la population. Aussi en plus des mesures purement répressives, il fallait procéder à une mission plus complexe, la rééducation (Umerziehung) des Allemands, visant au-delà de l’épuration des enseignants et des enseignements dans le système scolaire et universitaire, à éduquer à la démocratie.
Décidée lors de la conférence de Potsdam et approuvée par les quatre puissances vainqueurs, la dénazification a néanmoins été menée de façon différente suivant les zones d’occupation. Le but principal et commun des Alliés était d’empêcher la réapparition d’une Allemagne totalitaire et criminelle. Dans un premier temps, ils ont établi le « Tribunal militaire international de Nuremberg » (Internationales Militärtribunal in Nürnberg) créé en exécution de l’accord signé le 8 août 1945 par le Gouvernement provisoire de la République française, les gouvernements des États-Unis, du Royaume-Uni et de l’URSS, pour juger et punir les plus hauts dirigeants du Troisième Reich et instruire le procès du parti nazi et de ses organisations annexes (SS, SA, SD, Gestapo etc.).
Les principaux représentants du régime national-socialiste sont punis pour crime contre la paix, crime de guerre et crime contre l'humanité. Vingt-deux verdicts sont prononcés : douze condamnations à mort, trois prisons à vie, quatre peines allant de dix à vingt ans et trois acquittements. Le but était de mettre des noms et des visages sur les principaux responsables des crimes commis, mais la responsabilité de la population est laissée à l’arrière-plan. C’est pourquoi de nombreux procès ont suivi concernant les médecins, les juristes, les industriels, les officiers etc. : 5000 arrestations, 668 condamnations à mort, environ 500 exécutions.
En zone d’occupation américaine, la dénazification comprend deux phases : au cours  de la première, les Américains, conformément à leur directive JCS 1067 du 26 avril 1945, pratiquent une politique systématique et rigoureuse de dénazification sur la base du questionnaire, le fameux Fragebogen (131 questions), afin de classer les Allemands de leur zone en cinq catégories allant des principaux coupables (Hauptschuldige) aux disculpés (Entlastete) en passant par le groupe de ceux qui avaient suivi sans s’être réellement impliqués (Mitläufer). À cause de sa complexité et des injustices qu’il entraîne, le questionnaire est finalement abandonné au profit d’une politique plus souple.
Les Soviétiques sont plus radicaux : c’est dans leur zone que les plus grandes purges ont eu lieu, le but étant de construire une Allemagne « démocratique » et antifasciste. Sont ainsi écartés tous les nazis importants des instances publiques et gouvernementales, ainsi que tous les ennemis potentiels du socialisme pouvant nuire à la construction de la société communiste. La police secrète (Sowjetische Geheimpolizei) veille au bon déroulement de la dénazification des esprits et de l’initiation au communisme.

### Un nouveau départ politique
Après la fin du Troisième Reich, les puissances d’occupation entendent favoriser la renaissance d’une vie démocratique dans l’Allemagne d’après-guerre. Chacune d’entre elles étant souveraine dans sa zone, ce processus se déroule selon des rythmes différents. L’antagonisme idéologique entre les trois Occidentaux d’une part et les Soviétiques de l’autre se traduit par des orientations divergentes entre la partie occidentale de l’Allemagne – la future RFA – et la zone orientale – la future RDA. Parallèlement à l’action des occupants, les principaux responsables des grands partis d’avant 1933 (à l’exception évidemment du NSDAP interdit) souhaitent refonder ou réformer les partis traditionnels voire en créer de nouveaux.
En zone d’occupation soviétique, dès le 10 juin 1945, les partis communiste (KPD), social-démocrate (SPD), chrétien-démocrate (CDU) et libéral (LDPD) ont été autorisés par l’occupant. Dans les zones occidentales, la fondation des partis politiques est autorisée avec un temps de retard, en septembre dans les zones britannique et américaine, en décembre seulement dans la zone française. Dès le lendemain de la guerre, le parti communiste allemand (KPD) est le premier parti de la zone d’occupation soviétique et publie sa déclaration de fondation le 11 juin 1945 à Berlin. À la tête du parti se trouvent Walter Ulbricht et Wilhelm Pieck, qui avaient passé la guerre en exil à Moscou, qui militent pour la fondation d’un ordre démocratique et antifasciste dans toute l’Allemagne. Le SPD (Sozialdemokratische Partei Deutschlands), parti social démocrate d’Allemagne, est refondé en 1945 dans chacune des quatre zones d’occupation après avoir été interdit sous le Troisième Reich. Il prône un socialisme démocratique et exige la socialisation de l’industrie allemande. La CDU (Christlich Demokratische Union), l’Union chrétienne-démocrate, est fondée en 1945. Si elle est largement l’héritière du Zentrum, le grand parti catholique d’avant 1933, il s’agit désormais d’une union chrétienne qui transcende les confessions. On peut la qualifier de parti empreint de libéralisme et de conservatisme. La politique  que prône la CDU est celle d’une économie sociale de marché ancrée dans un État fédéraliste. La CDU n’existe pas en tant que telle en Bavière, où a été fondée une union régionale spécifique, la CSU (Christlich-Soziale Union), Union chrétienne-sociale, les deux partis restant toujours extrêmement proches. Au niveau fédéral, au Bundestag, la CSU forme un groupe parlementaire avec la CDU, appelé « les partis de l’Union » (Unionsparteien). La CSU a une position nettement plus conservatrice et sociale que la CDU, une orientation plus catholique et elle est aussi très attachée au fédéralisme allemand. La couleur bleu ciel du Land de Bavière est aussi la couleur du parti. Le FDP (Freie Demokratische Partei), parti libéral-démocrate d’Allemagne a été créé en 1948. Il défend les libertés fondamentales ainsi que le libre-échange et l’économie de marché.
Les quatre partis communiste, social-démocrate, chrétien-démocrate et libéral ont donc été fondés ou refondés dans les quatre zones d’occupation. C’est le 21 avril 1946 que se produit la première grande rupture sur le front des partis allemands, avec la fondation du SED (Sozialistische Einheitspartei Deutschlands), le parti socialiste unifié d’Allemagne. Moscou et les responsables de la KPD imposent la fusion forcée des partis communiste et social-démocrate en zone orientale pour former ce nouveau parti unitaire, qui passe aussitôt sous domination communiste. De nombreux sociaux-démocrates fuient alors la zone soviétique pour passer à l’Ouest. La SED est interdite dans les zones occidentales et la rupture est consommée entre la SPD à l’Ouest et la SED à l’Est. Cependant, le KPD reste autorisé à l’Ouest jusqu’à son interdiction en 1957, en raison de son caractère antidémocratique.

## La création des deux Allemagnes en 1949
Rapidement après le début de l’occupation de l’Allemagne par les Alliés, la situation se dégrade entre les trois puissances occidentales et l’URSS entraînant leur zone d’occupation respective dans des directions différentes au fil de la guerre froide naissante. Si un Conseil de contrôle commun est prévu pour la direction de l’Allemagne, les Alliés administrent néanmoins à leur guise les zones qui leur ont été confiées. On observe ainsi des différences notables dans la gestion de celles-ci. En effet, la soviétisation en cours en Europe de l’Est suscite de la méfiance chez les Occidentaux. Winston Churchill s’en était déjà inquiété en 1946 et parlait du « rideau de fer » divisant l’Allemagne et l’Europe. L’URSS quant à elle se sent menacée par les États-Unis, qui ont alors le monopole de l’arme atomique.
Afin de mettre un terme au désordre économique et monétaire qui provoque une forte inflation en Allemagne, les États-Unis, le Royaume-Uni et la France mettent en place une réforme économique dans leurs zones respectives. C’est ainsi que le Deutsche Mark est créé le 20 juin 1948. L’objectif est alors de ne pas laisser le pays sombrer dans le chaos. Ainsi, après les fusions des trois zones occidentales intervenues successivement en 1946 (la Bizone) et 1948 (la Trizone), cette réforme s’inscrit dans une politique de redressement de l’Allemagne d’après-guerre. Dans l’immédiat, elle provoque une crise ouverte entre les Alliés : le blocus de Berlin par les Soviétiques. Pendant onze mois, les voies reliant Berlin aux zones occidentales sont bloquées. Berlin-Ouest est ravitaillée grâce au pont aérien. L’URSS quitte également le Conseil de contrôle mettant fin à une éventuelle politique commune pour l’Allemagne. C’est donc cette méfiance mutuelle entre Est et Ouest qui mène finalement à la fondation de la RFA à l’ouest (23 mai 1949) et de la RDA à l’est (7 octobre 1949).
La création prochaine de la République fédérale d’Allemagne est décidée lors de la conférence de Londres réunissant, début 1948, le Royaume-Uni, les États-Unis, la France et les pays du Benelux. Les ministres-présidents des Länder sont chargés de réunir une assemblée constituante pour préparer la constitution de ce nouvel État ouest-allemand et de procéder à une réorganisation des Länder. Les trois Occidentaux leur présentent un statut d’occupation. Après de longues discussions, les responsables des Länder acceptent finalement les conditions posées et un État ouest-allemand est créé.
En décembre 1947 se tient en zone d’occupation soviétique le « congrès du peuple » pour l’unité et la paix sous la direction du SED (parti communiste de la RDA). De là naît en mars 1948 le premier « conseil du peuple » allemand, chargé d’établir la constitution de la République démocratique allemande (Verfassung der Deutschen Demokratischen Republik). La RDA voit donc le jour le 7 octobre 1949 et se dote très vite, dans l’ordre du symbolique de son propre hymne national. Le premier président de la RDA est Wilhelm Pieck (1876–1960), le premier ministre-président Otto Grotewohl (1894–1964), mais l’homme fort de la RDA est Walter Ulbricht (1893–1973), secrétaire général du comité central du SED et dès 1953 son premier secrétaire.
En octobre 1949, la RDA est reconnue par les États du bloc de l'Est. Un traité est signé le 6 juillet 1950 à propos de la ligne Oder-Neisse entre la RDA et la Pologne. Progressivement, la RDA s’intègre à l’Est et devient membre du COMECON (Conseil d’aide économique mutuelle) le 29 septembre 1950.
La note de Staline du 25 mars 1952 propose la signature d’un traité de paix entre les quatre Grands, puissances d’occupation en Allemagne, et l’Allemagne vaincue. Par cette note, Staline propose la réunification de l’Allemagne avec la mise en place de forces armées nationales allemandes, et exige en parallèle le retrait des troupes alliées en l’espace d’un an. Les trois Occidentaux, en accord avec le chancelier Adenauer, considèrent cette demande comme une manœuvre stratégique visant à handicaper l’intégration de la RFA à l’Ouest. Ils revendiquent des élections libres et refusent la neutralisation de l’Allemagne. L’affaire reste sans suite, mais aujourd’hui, on discute encore de savoir s’il y aurait eu réellement une chance de réunifier l’Allemagne, mais selon de nouvelles études[évasif], la proposition de Staline était une manœuvre pour créer la discorde dans le camp occidental.
Pendant ces premières années, la situation en RDA reste instable. Après la mort de Staline le 5 mars 1953, une manifestation éclate le 16 juin à l’initiative des ouvriers du bâtiment travaillant sur la Stalinallee, pour réclamer le retour aux anciennes normes de productivité et dénoncer l’augmentation des cadences de 10 % mises en place par le gouvernement de la RDA. On compte alors 2000 manifestants environ, qui obtiennent le soir même la révision de ces mesures. Tout aurait pu se terminer là, mais, en raison du mécontentement général face au régime du SED, des mots d’ordre de grève générale pour le lendemain ont été lancés que reprend Radio RIAS, émetteur américain à Berlin-Ouest. Le 17 juin, une vague de révolte s’abat sur plusieurs villes de la zone d’occupation soviétique. 60 000 personnes descendent dans la rue, provoquant des altercations avec la police, conspuant les dirigeants est-allemands et incendiant les sièges des journaux. Les manifestants revendiquent des élections libres. Les forces soviétiques toujours présentes en RDA interviennent pour défendre le régime, et sous la menace des chars de l’Armée rouge, le soulèvement est réprimé durement, se soldant par de nombreux blessés et la mort de 153 manifestants. Les émeutes prennent fin le 23 juin 1953, cependant plusieurs milliers d’Allemands de l’Est fuient vers l’Ouest. Les autorités est-allemandes tentent alors d’accréditer la thèse selon laquelle les « émeutes » auraient été commanditées par les Occidentaux. En RFA, dès 1954, la mémoire du « soulèvement populaire » est institutionnalisée, le 17 juin devenant jour – férié – de l’Unité allemande (Tag der Deutschen Einheit).

## L’intégration de la RFA à l’Ouest
Lors de sa fondation, la République fédérale d’Allemagne dispose de compétences limitées. Le statut d’occupation, établi par les hauts commissaires alliés et qui entre en vigueur le 21 septembre 1949, réserve aux trois occupants occidentaux de nombreux pouvoirs. Ils peuvent intervenir dans les domaines de la politique extérieure, le désarmement et la démilitarisation, les réparations, le démantèlement et l’économie. Aucune loi ne peut entrer en vigueur sans l’autorisation des occupants. Ils se réservent même le droit d’exercer les pleins pouvoirs, s’ils considèrent cela nécessaire pour la sécurité ou le maintien de l’ordre démocratique en Allemagne. Les trois Occidentaux entendent rendre à la RFA sa pleine souveraineté, quand ils se seront assurés de son caractère démocratique. Dès le début, le chancelier fédéral Adenauer s’efforce d’assouplir le statut d’occupation et tente d’élargir la marge d’action de la République fédérale.
Le 22 novembre 1949 a lieu la première révision du statut d’occupation de l’Allemagne, c’est la convention de Petersberg (près de Bonn, alors capitale de la RFA). Cette convention (Petersberger Abkommen) met fin en grande partie aux démontages des industries, permet à la RFA de devenir membre de certaines organisations internationales et elle autorise les relations consulaires de la République fédérale avec d’autres États. Le statut d’occupation prit fin en 1955 à la suite des accords de Paris.
Après les multiples expériences de guerre, l’idée d’une unification politique de l’Europe trouve un écho grandissant et des hommes politiques comme Winston Churchill, Robert Schuman, Alcide De Gasperi et Konrad Adenauer défendent l’idée d’une collaboration plus étroite des peuples européens. Le Conseil de l'Europe est fondé par dix États (les pays du Benelux, la Grande-Bretagne, la France, le Danemark, l’Irlande, la Norvège, la Suède et l’Italie) le 5 mai 1949. Il est chargé de s’occuper de la protection des droits de l’homme et de la démocratie ainsi que des questions culturelles et de société. La RFA en est alors membre « associé ».
Le 9 mai 1950, le ministre français des Affaires étrangères Robert Schuman, propose de placer la production franco-allemande de charbon et d’acier sous une autorité commune, en créant une organisation ouverte à la participation des autres pays d’Europe (plan Schuman). Cette proposition entraîne la création de la Communauté européenne du charbon et de l'acier qui est à l’origine de l’actuelle Union européenne. Le 18 avril 1951, l’Italie, la RFA, la France et les pays du Benelux décident la fondation de la Communauté européenne du charbon et de l’acier (CECA). La République fédérale d’Allemagne y dispose des mêmes droits que les autres membres, ce qui symbolise un pas en avant vers la souveraineté allemande. Le 2 mai 1951, la République fédérale d’Allemagne devint aussi un membre à part entière du Conseil de l'Europe.
En juin 1950, le début de la guerre de Corée effraie les pays occidentaux, qui craignent à leur tour une attaque communiste, de la part des Soviétiques. L’Europe occidentale s’inquiète alors de sa propre défense. Il faut dès lors envisager la construction d’une armée européenne. Malgré la décision prise à la Conférence de Potsdam de désarmer complètement l’Allemagne, les forces d’occupation prennent alors la décision de réarmer l’Allemagne dans un cadre européen. Le 24 octobre 1950, le président du Conseil français René Pléven annonce le plan de création d’une Communauté européenne de défense (CED ou plan Pléven) : on envisage alors que les États déjà membres de la CECA fusionnent une partie de leurs troupes et créent une armée commune. La CED doit permettre d’amorcer le réarmement de la RFA, tout en gardant le contrôle de la nouvelle armée allemande. Pourtant, ce projet finit par échouer à la suite du vote négatif du Parlement français le 30 août 1954. Cependant, à la suite des accords de Paris d’octobre 1954, une nouvelle solution est retenue, consistant à faire entrer la RFA dans l’OTAN et à assurer ainsi sa remilitarisation dans le cadre atlantique. La Bundeswehr est fondée en 1956, comptant 495 000 hommes.

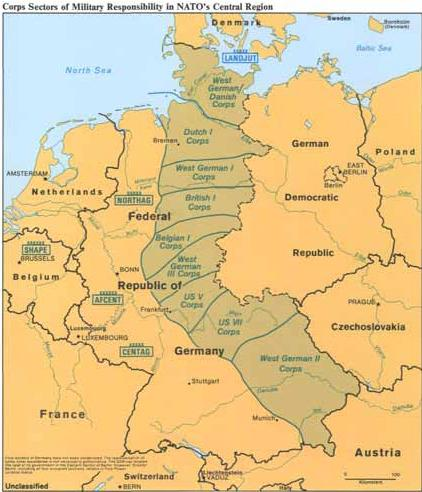
Secteur de responsabilité des corps d'armées de l'OTAN en Allemagne de l'Ouest dans les années 1980. Les Forces françaises en Allemagne jouant le rôle officieux de réserve depuis le retrait du commandement intégré de l'OTAN de la France.

Cette nouvelle armée ouest-allemande fut aussi la réaction au réarmement entrepris en zone d’occupation soviétique, dès 1948. En 1952 est créée la police populaire (Kasernierte Volkspolizei) qui compte déjà 70 000 hommes. Très vite, elle est remplacée par l’armée populaire nationale (Nationale Volksarmee) dont l’effectif atteint les 90 000 hommes. Après l’introduction du service militaire obligatoire en 1962, l’armée populaire nationale augmente ses effectifs à environ 170 000 hommes.
Les accords de Paris (23 octobre 1954) s’inscrivent dans la continuité de l’intégration de la RFA dans les structures occidentales. Ils fixent les points suivants : l’entrée de la RFA dans l’Union de l’Europe occidentale (UEO) ainsi que le principe de sa prochaine entrée dans l’OTAN ; Bonn et Paris se mettent d’accord en ce qui concerne le statut de la Sarre. Les trois alliés occidentaux fixent également le cadre juridique de la future Allemagne : Ils restent compétents pour ce qui a trait à l’Allemagne dans son ensemble, y compris Berlin, et s’engagent à réaliser l’unification de l’Allemagne par des moyens pacifiques. Contrairement à la CED, les Accords de Paris sont finalement votés par l’Assemblée nationale à Paris et par le parlement ouest-allemand (Bundestag) et entrent en vigueur le 5 mai 1955, restituant à la RFA sa souveraineté.
Deux ans plus tard, les traités de Rome (25 mars 1957) définissent la création d’une communauté économique européenne (CEE), permettant une intégration économique complète de la RFA dans cet ensemble, et créant l’Euratom pour mener ensemble des recherches sur l’utilisation civile de l’énergie nucléaire. Les traités de Rome sont signés par l’Italie, la France, les Pays-Bas, la Belgique, le Luxembourg et la RFA. Trois organes principaux régissent cette communauté : le parlement, le conseil des ministres et la commission.
L’intégration européenne et le rapprochement franco-allemand sont deux processus étroitement imbriqués. Après son retour au pouvoir en 1958, de Gaulle donne une nouvelle orientation à l’Europe et un nouvel élan aux relations franco-allemandes. Il rêve d’une « Europe libre de l’Atlantique à l’Oural » et veut dépasser le système bipolaire des blocs, caractéristique de la guerre froide. L’Europe constitue pour le général un moyen permettant à la France de retrouver son « rang », et il estime aussi que la fin de la bipolarité devrait mettre un terme à la division de l’Allemagne. Il s’établit rapidement une relation d’amitié entre le président français et le chancelier allemand, qui se rencontrent pour la première fois le 14 septembre 1958 à Colombey-les-Deux-Églises, démarche symbolique, puisque c’est la première fois que de Gaulle reçoit un chef d’État dans sa maison privée. Dans les discussions, ils s’accordent à reconnaître l’attitude agressive de l’URSS, la nécessaire unification de l’Europe et la réconciliation durable entre les deux pays. Cinq ans plus tard, le général et le chancelier signent le traité de l'Élysée (22 janvier 1963) scellant officiellement la réconciliation entre les deux peuples. Les gouvernements s’engagent à coordonner leur politique étrangère et de défense ainsi que de renforcer les rencontres et l’apprentissage de la langue du partenaire entre jeunes Français et Allemands. Le traité annonce la création de l’Office franco-allemand pour la Jeunesse (OFAJ) et contribue à accélérer le rapprochement entre les deux sociétés, déjà bien amorcé au cours des années précédentes. Dans la suite des années 1960, on assiste notamment à une augmentation importante du nombre des jumelages entre villes françaises et ouest-allemandes.

## La question allemande à l’ordre du jour

### La construction du Mur de Berlin
Durant la nuit du 12 au 13 août 1961, le gouvernement de RDA fait construire un mur qui divise la ville du Nord au Sud, séparant physiquement les trois secteurs de Berlin-Ouest du secteur soviétique (Berlin-Est). Le mur de Berlin devait marquer cette division entre l’Est et l’Ouest de la ville pendant presque trente ans. La RDA tente ainsi de mettre fin à l’[exode] de population toujours grandissant vers la RFA. Le mur de Berlin est alors présenté par le SED comme « le rempart antifasciste », tandis qu’il est qualifié à l’Ouest de « mur de la honte ». La frontière entre les deux secteurs de la ville est placée sous surveillance permanente de la police et de l’armée de la RDA. La construction du Mur est un choc pour la population, d’autant plus que des familles se retrouvent séparées, que plus de 100 000 Berlinois de l’Est perdent leurs emplois situés dans l’Ouest de la ville. Les soldats ont l’ordre de tirer sur les fugitifs qui tentent de passer la « ligne de séparation » 286 personnes au moins sont abattues avant d’atteindre Berlin-Ouest. La construction du mur fait de Berlin un symbole fort de la guerre froide, un lieu de fortes tensions entre les deux blocs et l’incarnation de la division allemande.

## La démocratisation de la société ouest-allemande dans les années 1960/70

### Une société en mouvement
Les années 1960/1970 marquent un tournant de l’histoire socio-économique et culturelle de l’Allemagne et de toute l’Europe. Après le miracle économique et une croissance continue jusqu’aux années 1960, l’Allemagne fait l’expérience d’une première crise économique à la suite du choc pétrolier de 1973. Par la suite, le chômage augmente et ne redescend jamais au-dessous d’un certain niveau (le socle irréductible du chômage). La crise est encore accentuée par le renforcement d’une économie en voie de globalisation mettant directement en concurrence l’Europe et l’Asie. De surcroît, l’État social commence à connaître ses limites dans les années 1970, provoquant les premières discussions sur l’avenir de l’État–providence. Parallèlement, on assiste à un changement de culture et de mœurs, engendrant de nouveaux codes culturels (la culture pop), sociaux (libération des esprits) et économique (début de la consommation de masse).
Le lancement du premier satellite « spoutnik », par l’URSS en 1957 provoque un choc en Allemagne et plus généralement en Occident, suscitant d’une part le sentiment de vulnérabilité face aux missiles soviétiques et d’autre part la crainte d’être technologiquement dépassés par les États de l’Est. Dans ce contexte, le philosophe Georg Picht publie en 1964, une étude (Die deutsche Bildungskatastrophe) dans laquelle il préconise l’expansion de l’éducation à tous les niveaux. La RFA réagit en réformant son système éducatif pour mieux former les générations futures et faciliter ainsi la modernisation des techniques et de l’industrie en Allemagne de l’Ouest. Grâce à ces réformes, l’Allemagne se développe économiquement et socialement. Par ailleurs, ces réformes doivent permettre d’élargir socialement l’accès à l’université et ainsi d’accroître la mobilité sociale au sein de la société ouest-allemande. Dans les années suivantes, le nombre de bacheliers et d’enseignants augmente et le gouvernement ouest-allemand investit 46, 5 milliards de DM pour l’éducation entre 1963 et 1975, construisant notamment de nombreuses universités nouvelles.
Le phénomène du baby-boom naît à la fin de la Seconde Guerre mondiale (1945) et dure, en Allemagne, jusqu’au milieu des années 1960. C’est en 1960 que le point culminant est atteint avec 987 000 naissances. Cette période est également appelée « âge d’or du mariage » (das Goldene Zeitalter der Ehe). La fin du baby-boom est, entre autres, marquée par l’arrivée de la pilule contraceptive en 1961 et l’émancipation de la femme, celle-ci commençant à rejeter le statut de femme au foyer.
Dans les années 1960, la société, en plein mouvement, adopte de nouvelles valeurs centrées sur l’individu, telles la réussite personnelle et la consommation. Ces changements sont d’abord provoqués par une meilleure situation économique, ainsi qu’une forte américanisation de la société ouest-allemande et un rééquilibrage de l’ensemble de la société : la qualité de vie s’améliore et l’individualisme grandit. En 1968, ces changements s’accélèrent grâce à la génération étudiante en particulier. L’anticonformisme devient une caractéristique de l’époque, bien qu’il reste encore des milieux traditionnels et conservateurs. La jeunesse entre en conflit avec les « petits bourgeois » qu’incarne à leurs yeux la génération de leurs parents. Cette phase de changement est aussi marquée par une révolution sexuelle : les tabous tombent, le sexe devient un sujet d’actualité et de discussion, comme en témoigne la publication d’ouvrages marquants comme Das Wunder der Liebe d’Oswald Kolle, exprimant une nouvelle appréhension du corps.
En matière de cinématographie se développe une forme ouest-allemande de la Nouvelle Vague – Der neue deutsche Film. Le  domaine musical est lui aussi très fortement touché par le changement : des styles nouveaux se développent, s’appropriant le rock 'n' roll ou le blues. La jeune génération, qu’elle soit américaine, française ou allemande, partage une culture commune, contribuant à l’occidentalisation des sociétés.
Cette nouvelle Allemagne se caractérise donc par l’émergence d’une société de consommation. Ces nouvelles habitudes sont aussi l’expression de l’essor économique de l’Allemagne, du passage du manque à l’abondance, de la misère à l’aisance… À cette époque, la croissance économique du pays se situe entre 5 et 7 %, les salaires augmentent et les conditions de travail s’améliorent (40 h de travail hebdomadaire et 3 puis 5 semaines de congés). Les Allemands ont plus d’argent et aussi plus de temps pour le dépenser.
De surcroît, à cette époque, les technologies se développent, comme le prouvent par exemple les innovations de l’industrie automobile – et de plus en plus de ménages en sont équipés (6 % des Allemands en 1955 ; 50 % en 1973) – ou bien encore l’essor des frigidaires ou de la télévision… Cependant, revers de la médaille, il y a des nouveaux problèmes environnementaux, de la pollution des eaux et de l’air par les industries, et l’arrivée des produits à usage unique. Malgré ces avancées technologiques et sociales, les inégalités entre les sexes restent préoccupantes, et les inégalités sociales s’accroissent avec le retour du chômage, particulièrement après le choc pétrolier de 1973.

### L’Allemagne en 1968
1968 est une année de crise sociale mondiale. Il y a des révoltes aux États-Unis, au Mexique, en France (mai 1968), en Tchécoslovaquie (Printemps de Prague), etc. C’est majoritairement une révolte des étudiants et des intellectuels. En Allemagne, elle est le signe d’un rejet des traditions, du conservatisme, de l’autoritarisme et des valeurs de la société allemande du milieu des années 1960 et l’expression d’un conflit intergénérationnel. En Allemagne (contrairement à la France), il n’y a pas de révoltes des ouvriers, et pour cause, les étudiants ne se battent pas pour des motifs socio-économiques. Leurs revendications sont plutôt morales, ils sont à la recherche de nouvelles valeurs, mais ils manifestent aussi contre la société de consommation calquée sur le modèle américain et contre l’ennui (pour une libéralisation de la société).
Le mouvement se « politise » peu à peu, avec des manifestations contre la guerre du Viêt Nam et contre le gouvernement de Bonn. Or, le gouvernement de Grande coalition entre CDU et SPD, en place depuis décembre 1966, ne permet plus guère l’expression d’une opposition dans le cadre parlementaire. Se constitue alors, sous l’impulsion des étudiants, une opposition extra-parlementaire (APO : Außerparlementarische Opposition). Le 11 avril 1968, un des leaders du mouvement étudiant Rudi Dutschke est grièvement blessé par un ouvrier d'extrême-droite, Joseph Bachmann.
Un autre attentat implique un policier qui était en fait un agent de la Stasi ayant infiltré la police de Berlin-Ouest dans le but de désolidariser la RFA de sa jeunesse (un dossier de 6000 pages réparties sur 17 classeurs concernant cette affaire  se trouve à Berlin), ce qui entraîne une vague de protestations et de violence dans le pays : s’ensuivent cinq jours de révoltes dans 27 villes.
Trois éléments principaux mettent fin au mouvement international de 1968 : la durée relativement brève des événements en France, la répression du printemps de Prague le 12 août 1968 par l’Armée rouge et la déclaration du nouveau président américain Richard Nixon, qui annonce le retrait des troupes du Vietnam après son élection 1969. C’est la désillusion chez les soixante-huitards allemands. Le mouvement des étudiants se scinde alors en trois groupes : ceux qui soutiennent la politique de réforme du chancelier Willy Brandt ; ceux qui s’organisent dans les nouveaux mouvements sociaux (écologistes, féministes, groupes anti-nucléaires…), et une très petite minorité qui choisit de s’engager dans la lutte armée contre le(s) gouvernement(s), et forme des cellules terroristes (Fraction armée rouge). Les idées de 1968 ont marqué profondément le champ politique et ont eu un effet à long terme pour la libéralisation de l’Allemagne.

### Les nouveaux mouvements sociaux
La période de la naissance des nouveaux mouvements sociaux est difficile à déterminer. Elle commence après 1968 et se développe surtout à partir de 1973, année du choc pétrolier. Avant cette date, l’optimisme caractérise plutôt les mentalités ; avec les innovations dans le domaine de l’électronique, l’avenir paraît planifiable, et la technique donne l’illusion de pouvoir dominer le monde. Mais le choc pétrolier ébranle ces certitudes. La jeune génération commence à s’inquiéter de son avenir et entre dans une phase dite post-matérialiste. Bien que la qualité de la vie se soit fortement améliorée, la croissance n’est plus perçue comme synonyme de progrès, mais apparaît parfois comme une menace, avec notamment la prise de conscience des dangers qui menacent l’environnement, tels que la pollution ou le risque nucléaire. En 1975, des opposants à l’énergie nucléaire occupent dans la ville de Wyhl un terrain où devait être construite une nouvelle centrale. Des débats sur l’avenir de la politique de l’énergie sont alors engagés. De nombreux mouvements contestataires naissent alors au niveau local pour tenter de résoudre des problèmes affectant le quotidien. Ces protestations, dans un premier temps, accompagnent les préoccupations de l’État, puis dénoncent bientôt la passivité des pouvoirs publics. Les initiatives citoyennes sont souvent des réactions à la suite de la perte de confiance dans la capacité de réforme des autorités politiques et des administrations. À partir de 1976/1977, ces initiatives se généralisent en un mouvement sur l’ensemble du territoire fédéral. On observe alors des confrontations entre les opposants au nucléaire et forces de l’ordre. En parallèle à ces oppositions extra-parlementaires, certains courants envisagent la nécessité d’une représentation dans les instances élues, au niveau communal et régional. En 1977/1978 se forme alors le parti politique « Les Verts » (Die Grünen).

## La réunification
À partir de 1969, le chancelier ouest-allemand Willy Brandt mène une politique de rapprochement entre les deux Allemagne, c’est l’Ostpolitik : traité fondamental bilatéral en 1972, échanges de représentants diplomatiques entre les deux pays et entrée à l’ONU en 1973.
RDA et RFA resteront séparés jusqu’à la date symbolique de la chute du mur de Berlin en 1989, qui amènera la fin de la guerre froide et seront effectivement réunifiés le 3 octobre 1990, jour qui deviendra dès lors le jour de la fête nationale allemande.

## Les difficultés de l’Allemagne réunifiée
Le processus de la réunification allemande, qui sera effective le 3 octobre 1990, provoque une série de difficultés économiques et sociales. Pour accélérer le rapprochement et accessoirement être populaire auprès de la population des Länder de l’Est en vue des élections en RDA en mars 1990, le chancelier ouest-allemand Helmut Kohl prévoit de surévaluer le mark est-allemand par rapport à celui de la RFA lors de l’unification économique et monétaire qu’il préconise en amont d’une unification politique et qu’il proposera au nouveau gouvernement est-allemand de Lothar de Maizière. Après des négociations, les deux parties signeront le traité sur la Währungs-, Wirtschafts- und Sozialunion le 18 mai 1990, celle-ci entrant en vigueur le 1er juillet, le deutsche mark devenant la monnaie unique pour les deux États allemands, et un taux de change 1 pour 1 pour la population et 1 pour 2 en ce qui concerne les banques est appliqué, alors que les spécialistes préconisaient un taux de 1 pour 3 ou 4 (quand tout le processus de la réunification n’était pas remis en cause, notamment par le candidat social-démocrate Oskar Lafontaine). L’industrie de l’Est, peu performante est rapidement laminée par la monnaie forte. Il faut alors payer des indemnités chômage aux Allemands de l’Est, ce qui gonfle les déficits publics. De plus, le boom provisoire de la consommation causé par la parité a retardé des réformes structurelles nécessaires aux entreprises ouest-allemandes. Lancées trop tard, elles ont été finalement plus coûteuses et plus douloureuses. Le système protecteur de la RDA (crèches, etc) qui limitait la dénatalité a en fait disparu du jour au lendemain après la réunification. La fécondité a alors été divisée par deux. Elle est tombée dans les länder de l’Est à 0,8 enfant par femme, ce qui est le plus bas niveau de l’Allemagne réunifiée. La libération du prix des logements a rendu ceux-ci de moins en moins accessibles aux « Ossis » à faibles revenus, dans l’agglomération berlinoise en particulier. Les commerces de la région frontalière sont pénalisés par le fort écart de prix avec les pays voisins: beaucoup d’Allemands vont faire leurs achats en Pologne ou en République tchèque. Enfin la façon dont la privatisation des entreprises a été menée par la Treuhand a donné lieu à de nombreux scandales. En effet, certains repreneurs ont touché des subventions gouvernementales pour restructurer des entreprises tout en conservant des emplois, mais ils ont souvent empoché la subvention  tout en licenciant le personnel. La réunification menée trop rapidement et sans ménagement pour les Länder de l’Est n’a pas pris en compte la complexité du processus ni son coût humain.
Une partie des Allemands de l’Est, traumatisés et mécontents, se sont tournés vers l’ancien parti communiste devenu le PDS (« Parti du socialisme démocratique»). C’est dans les régions marquées par les licenciements massifs comme le Brandebourg où le chômage avoisine les 30 à 40 % de la population active que celui-ci atteint ses meilleurs scores. Mais, malgré ces déceptions, il n’y a pas de remise en cause massive de l’unité allemande, malgré le « mur dans les têtes » qui subsisterait.

## L’Allemagne aujourd’hui
Après la réunification, l’Allemagne a dû faire face dans les années 1990 à un retour de l’extrême droite, particulièrement marqué dans les Länder de l’Est qui pâtissent encore des conséquences de la réunification.
Le ralentissement de la croissance, l’endettement public dû au coût de la réunification, la délocalisation des industries de main-d’œuvre, les problèmes d’intégration des minorités, des Turcs en particulier, marquent la fin du « modèle rhénan » traditionnel. En revanche, l’Allemagne est de plus en plus sensibilisée aux questions d’environnement : le consensus sur ce point dépasse largement les limites du parti des Verts.
De 1998 à 2005, l’Allemagne a été gouvernée par une coalition rouge-verte (SPD, Grünen) dirigée par le social-démocrate Gerhard Schröder, mettant ainsi fin à plus de vingt ans de domination chrétienne démocrate. Toutefois, les élections fédérales allemandes de 2005 qui n’ont pas permis de faire émerger une majorité claire, ont de nouveau changé la donne politique. La nouvelle chancelière Angela Merkel (CDU) a dirigé de 2005 à 2009 une grande coalition regroupant la CDU/CSU et le SPD. Les élections de septembre 2009, sur fond de crise financière, ont vu un léger recul des CDU/CSU, mais surtout un effondrement du SPD et une nette progression des libéraux du FDP. A. Merkel est donc revenue à une coalition gouvernementale plus classique des chrétiens-démocrates et des libéraux. Depuis 2013, une coalition entre la CDU/CSU et le SPD est au pouvoir. L'AFD, un parti d'extrême droite, est entré au Bundestag en 2017.